# Wenn die Stille einkehrt
Wenn die Stille einkehrt (Original Når støvet har lagt sig, deutsch Wenn sich der Staub gelegt hat) ist eine dänische Fernsehserie. International wurde die Produktion auch unter dem Namen When the Dust Settles vermarktet. Die Serie entstand in Zusammenarbeit der nordischen Rundfunkanstalten DR, SVT, NRK, RÚV und Yle. Sie hatte ihre Premiere im Februar 2020 beim dänischen Sender DR1.

## Handlung
Die Fernsehserie schildert das Leben von acht Personen in der Zeit vor, während und nach einem fiktiven terroristischen Anschlag in einem Kopenhagener Restaurant. Zunächst wird ein Ausschnitt des Anschlags gezeigt, bevor auf die Tage vor dem Attentat zurückgeblickt wird. Die Geschichten der Figuren kreuzen sich mit der Zeit. Zu den näher gezeigten Personen gehören unter anderem ein Installateur mit seiner Familie, eine Kellnerin des Restaurants mit einer jungen Tochter, der aus Grönland stammende Restaurantbesitzer, eine Sängerin, kleinkriminelle Jugendliche, die junge Obdachlose Ginger sowie die Justizministerin Elisabeth Hoffmann mit ihrer Ehefrau Stina und deren im Altersheim lebenden Vater. Beim Anschlag im Restaurant sterben schließlich mehrere Personen, unter anderem die Ehefrau der Justizministerin. Nach dem Geschehen versuchen die Personen, die alle jeweils auf unterschiedliche Art von dem Anschlag betroffen sind, mit dem Erlebten umzugehen. Die Polizei versucht derweil die Attentäter ausfindig zu machen.

## Besetzung und Synchronisation
| Rollenname                 | Beschreibung                                                                                | Schauspieler            | Anzahl Episoden | Synchronsprecher   |
| -------------------------- | ------------------------------------------------------------------------------------------- | ----------------------- | --------------- | ------------------ |
| Elisabeth Hoffmann         | Justizministerin                                                                            | Karen-Lise Mynster      | 10              | Katharina Koschny  |
| Morten Dalsgård            | Klempner, Mann von Camilla, Vater von Albert und Rose                                       | Jacob Lohmann           | 10              | Ulrich Blöcher     |
| Lisa Karlsson              | Schwedische Sängerin                                                                        | Malin Crépin            | 10              | Mareile Moeller    |
| Holger Frennerslev         | Pflegeheimbewohner, Stinas und Claus’ Vater                                                 | Henning Jensen          | 10              | Thomas Kästner     |
| Ginger (Ann-Sofie Knudsen) | Obdachlose, Mutter von Billy, Schwester von Annika                                          | Katinka Lærke Petersen  | 10              | Nurcan Özdemir     |
| Jamal                      | Friseur, Bruder von Chadi, Sohn von Nesrin                                                  | Arian Kashef            | 10              | Sebastian Fitzner  |
| Marie                      | Tochter von Louise und Martin                                                               | Viola Martinsen         | 10              |                    |
| Nikolaj                    | Küchenchef, übernimmt Restaurant von André                                                  | Peter Christoffersen    | 10              | Karim El Kammouchi |
| Camilla Dalsgård           | Grundschullehrerin, Mortens Frau, Mutter von Albert und Rose                                | Julie Agnete Vang       | 9               | Ann Vielhaben      |
| Louise Petersen            | Studentin, Alleinerziehende Mutter von Marie, Kellnerin bei Nikolaj                         | Filippa Suenson         | 10              | Jessica Rust       |
| Albert Dalsgård            | Sohn von Morten und Camilla, Bruder von Rose                                                | Elias Budde Christensen | 10              |                    |
| Farshad Hassan             | Berater der Justizministerin                                                                | Hadi Ka-Koush           | 10              |                    |
| Chadi                      | Taxifahrer, Jamals älterer Bruder                                                           | Manmeet Singh           | 9               |                    |
| Rose Dalsgård              | Tochter von Morten und Camilla, Schwester von Albert                                        | Kaya Toft Loholt        | 8               |                    |
| Stina Frennerslev          | Ehefrau der Justizministerin, Tochter von Holger, Schwester von Claus                       | Lotte Andersen          | 7               |                    |
| Nesrin                     | Jamals Mutter, Reinigungskraft bei Holger im Pflegeheim                                     | Amany Turk              | 8               |                    |
| Janus                      |                                                                                             | Collo Onurlu            | 8               |                    |
| Philip                     | Annikas Ex-Ehemann, Lisas Freund, Vater von Gustav und Emilie, Pflegevater von Billy        | Adam Brix               | 8               |                    |
| Annika Kruse               | Gingers Schwester, Ex-Frau von Philip, Mutter von Gustav und Emilie, Pflegemutter von Billy | Rikke Bilde             | 8               |                    |
| Alban                      | Jamals Freund                                                                               | Besir Zeciri            | 9               |                    |
| Birgitte                   | Leiterin des Verfassungsschutz (PET)                                                        | Stine Schrøder Jensen   | 9               |                    |
| Hans-Jacob Bundgaard       | Ministerpräsident                                                                           | Flemming Enevold        | 8               |                    |
| Marianne                   | Abteilungsleiterin im Justizministerium                                                     | Marina Bouras           | 7               | Katja Schmitz      |
| Pflegeheimleiterin         |                                                                                             | Susan A. Olsen          | 6               |                    |
| Stefan                     | Schwedischer Musikproduzent, Lisas Partner                                                  | Magnus Krepper          | 6               |                    |
| Billy                      | Sohn von Ginger, wächst bei Annika und Philip auf                                           | Marius Damslev          | 5               |                    |
| Bisgaard                   | Mitglied des Parlaments, Parteikollege der Premierministerin                                | Ken Vedsegaard          | 7               |                    |
| Täter 2                    |                                                                                             | Ahmad Ali               | 7               |                    |
| Claus Frennerslev          | Holgers Sohn, Bruder von Stina                                                              | Morten Hauch-Fausbøll   | 5               |                    |
| Ali                        |                                                                                             | Amin Oubelaid           | 3               |                    |
| Täter 1                    |                                                                                             | Melad Tokhi             | 5               |                    |
| André                      | Restaurantbesitzer                                                                          | Rasmus Hammerich        | 3               |                    |
| Elliot                     | Obdachloser                                                                                 | Simon Bennebjerg        | 3               |                    |
| Andreas                    |                                                                                             | Peter Hald              | 4               |                    |
| Jonas                      |                                                                                             | Magnus Bruun            | 4               |                    |
| Abu                        |                                                                                             | Sadi Tekelioglu         | 3               |                    |
| Tom                        | Koch                                                                                        | Dan Loffredo            | 6               |                    |
| Emilie                     | Tochter von Annika und Philip                                                               | Ella Pedersen           | 4               |                    |
| Dalle                      |                                                                                             | Peder Bille             | 3               |                    |
| Gustav                     | Sohn von Annika und Philip                                                                  | Mark Nissen             | 3               |                    |

## Produktion und Ausstrahlung
Die Serie wurde von den Drehbuchautorinnen Dorte W. Høgh und Ida Maria Rydén kreiert. Sie schrieben das Drehbuch und waren für das Casting sowie den Schnitt zuständig. Die erste Episode wurde in Dänemark am 2. Februar 2020 beim Fernsehsender DR1 ausgestrahlt. Die fünfte Folge, in der der Terroranschlag im Restaurant gezeigt wird, wurde in Dänemark zu einer späteren Uhrzeit als die restlichen Folgen gezeigt. Grund dafür war die in der Episode gezeigte Gewalt. Im deutschsprachigen Raum fand die Erstausstrahlung ab dem 29. Juli 2021 bei Arte statt. In der Mediathek des Senders war die Serie bereits vorab verfügbar.

## Rezensionen
Nicki Brun vom dänischen Filmmagazin Ekko schrieb über die Serie, dass sie eine eiskalte Schilderung von Terror und warmherzige Porträts von Menschen zeige. Brun kritisierte einige Dialoge, lobte jedoch die berührende Darstellung der Nächstenliebe. Brun vergab vier von sechs Punkten.
Lena Reuters beschreibt die Serie in der Süddeutschen Zeitung als „berührend, erschütternd und absolut sehenswert“. Das Drama erzähle vom Zusammenhalt einer Gesellschaft und klinge wie ein Appell „gegen die radikal restriktive Einwanderungspolitik Dänemarks“. Karsten Umlauf nennt die Serie auf SWR2 „fesselnd und bedrückend“ Er lobt, wie es die Serie schaffe, „Terrorgefahr nicht einfach auf eine verfehlte Integrationspolitik runterzubrechen“. Stattdessen knüpfe sie an das Anschlags-Thema „die Frage an den Umgang miteinander, die Verantwortung füreinander“. Marcus Kirzynowski schrieb beim Fernsehportal TV Wunschliste, die Geschichten der verschiedenen Figuren seien zunächst „etwas behäbig erzählt, so dass man fast den Eindruck hat, man würde eine dänische Version der  "Lindenstraße" sehen“. Als interessanter bezeichnete er die Folgen, die die Zeit nach dem Anschlag schildern. Die Erzählweise charakterisierte er als unaufgeregt und „ohne große dramaturgische Effekte“. Er vergab vier von fünf Punkten.